# إدوين دينبي
إدوين دينبي (بالإنجليزية: Edwin Denby)‏ (4 فبراير 1903 في تيانجين - 12 يوليو 1983 )؛ مؤلف، ومترجم، وروائي، وكاتب، وشاعر، وصحفي من الولايات المتحدة.

## الجوائز
- زمالة غوغنهايم

## روابط خارجية
- إدوين دينبي على موقع الموسوعة البريطانية (الإنجليزية)
- إدوين دينبي على موقع قاعدة بيانات برودواي على الإنترنت (الإنجليزية)